# Psettina hainanensis
Psettina hainanensis är en fiskart som först beskrevs av Wu och Tang, 1935.  Psettina hainanensis ingår i släktet Psettina och familjen tungevarsfiskar. IUCN kategoriserar arten globalt som otillräckligt studerad. Inga underarter finns listade i Catalogue of Life.